# Новая Балахонка
Но́вая Балахо́нка — деревня в Кемеровском районе Кемеровской области. Входит в состав Щегловского сельского поселения.

## География
Расположена на реке Балахонка в 25 км от города Кемерово. С юга к деревне примыкает Кедровский угольный разрез. Центральная часть населённого пункта расположена на высоте 164 метров над уровнем моря.

## Население
По данным Всероссийской переписи населения 2010 года, в деревне Новая Балахонка проживает 254 человека (129 мужчин, 125 женщин).

## Улицы
- Ул. Верхняя
- Ул. Дачная
- Ул. Нефтяников
- Ул. Таежная
- Ул. Центральная[6]